# Amel Majri
Amel Majri, född 25 januari 1993 i Monastir i Tunisien, är en fransk fotbollsspelare. Hon var en del i Frankrikes trupp i VM i Kanada år 2015. Hon representerar klubben Olympique Lyonnais.